# Rimbachia ellipsoidea
Rimbachia ellipsoidea är en svampart som först beskrevs av Rolf Singer, och fick sitt nu gällande namn av Redhead 1984. Rimbachia ellipsoidea ingår i släktet Rimbachia och familjen Tricholomataceae.   Inga underarter finns listade i Catalogue of Life.